# Акилес-Сердан (муниципалитет)
Акиле́с-Серда́н (исп. Aquiles Serdán) — муниципалитет в Мексике, штат Чиуауа с административным центром в посёлке Санта-Эулалия. Численность населения, по данным переписи 2010 года, составила 10 688 человек.

## Общие сведения
Название Aquiles Serdán было дано 28 декабря 1932 года в честь революционера Акилеса Сердана.
Площадь муниципалитета равна 495 км², что составляет 0,2 % от общей площади штата, а наивысшая точка — 1988 метров, расположена в поселении Ла-Вентура.
Он граничит с другими муниципалитетами штата Чиуауа: на севере с Альдамой, на востоке и юге с Росалесом, а на западе и юге с Чиуауа.

## Учреждение и состав
Муниципалитет был образован в 1844 году, в его состав входят 13 населённых пункта, самые крупные из которых:
| Код INEGI                  | Населённый пункт                                                                                              | Численность населения (2005 год) | Численность населения (2010 год) |
| -------------------------- | --- | -------------------------------- | -------------------------------- |
| 004                        | Всего | 6212                             | 10688                            |
| 0001                       | Санта-Эулалия (исп. Santa Eulalia) 28°35′38″ с. ш. 105°53′16″ з. д.                                           | 2089                             | 7135                             |
| 0132                       | Сересо (тюрьма) (исп. Cereso) 28°36′35″ с. ш. 105°56′25″ з. д.                                                | 1512                             | 2010                             |
| 0004                       | Сан-Гильермо (исп. San Guillermo (Santa Elena)) 28°35′12″ с. ш. 105°55′50″ з. д.                              | 1061                             | 979                              |
| 0002                       | Санто-Доминго (Франсиско-Портильо) (исп. Santo Domingo (Francisco Portillo)) 28°36′20″ с. ш. 105°52′25″ з. д. | 448                              | 399                              |
| 0003                       | Сан-Антонио-эль-Гранде (исп. San Antonio el Grande) 28°36′20″ с. ш. 105°48′40″ з. д.                          | 132                              | 133                              |
| —                          | Прочие | 970                              | 32                               |
| Названия на карте Генштаба | |                                  |                                  |

## Экономика
По статистическим данным 2000 года, работоспособное население занято по секторам экономики в следующих пропорциях: сельское хозяйство, скотоводство и рыбная ловля — 1,1 %, промышленность и строительство — 62,2 %, сфера обслуживания и туризма — 34,3 %, прочее — 2,3 %.

## Инфраструктура
По статистическим данным 2010 года, инфраструктура развита следующим образом:
- электрификация: 99 %;
- водоснабжение: 98,9 %;
- водоотведение: 97,4 %.

## Фотографии

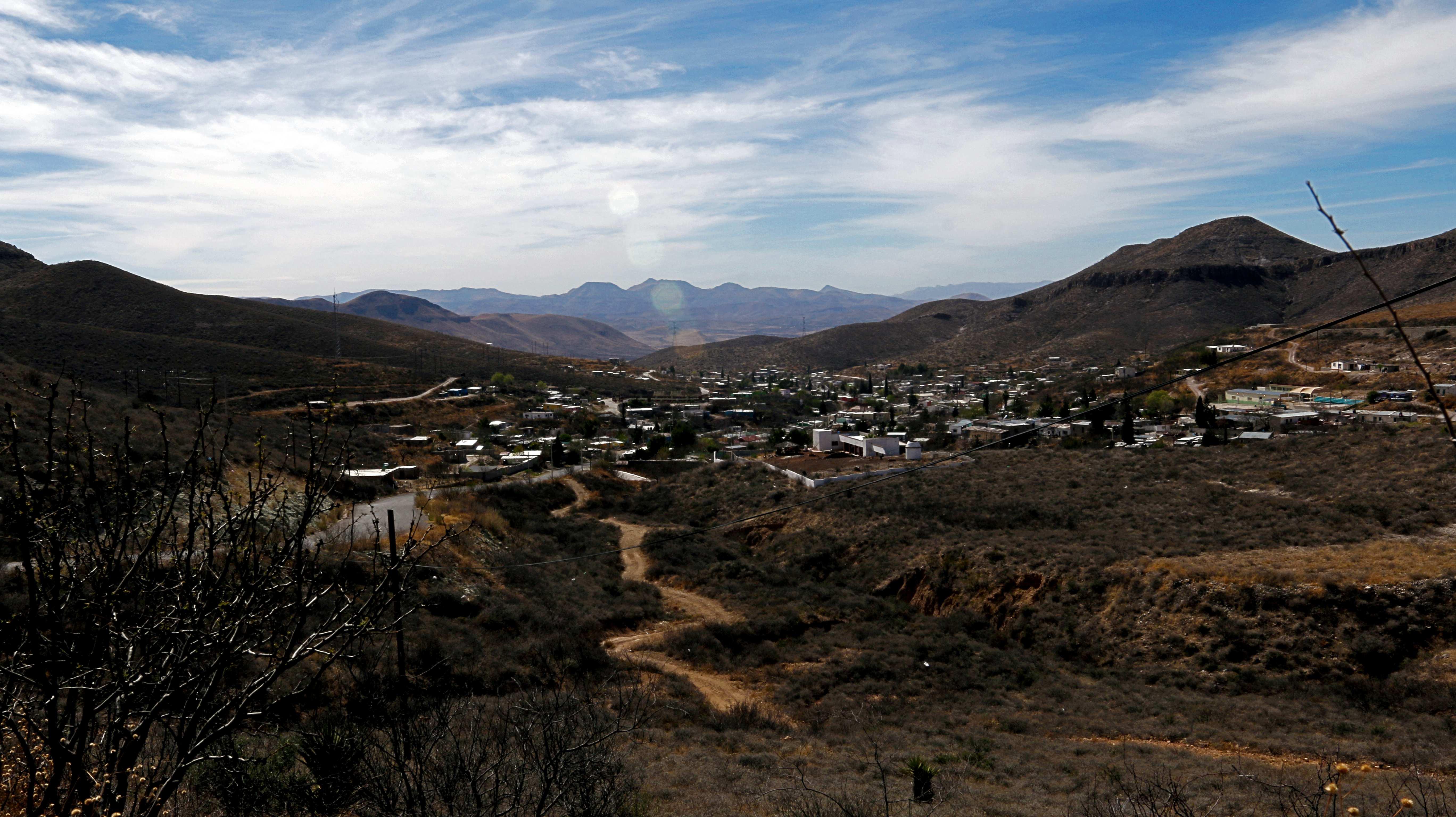
Вид на Санта-Эулалию
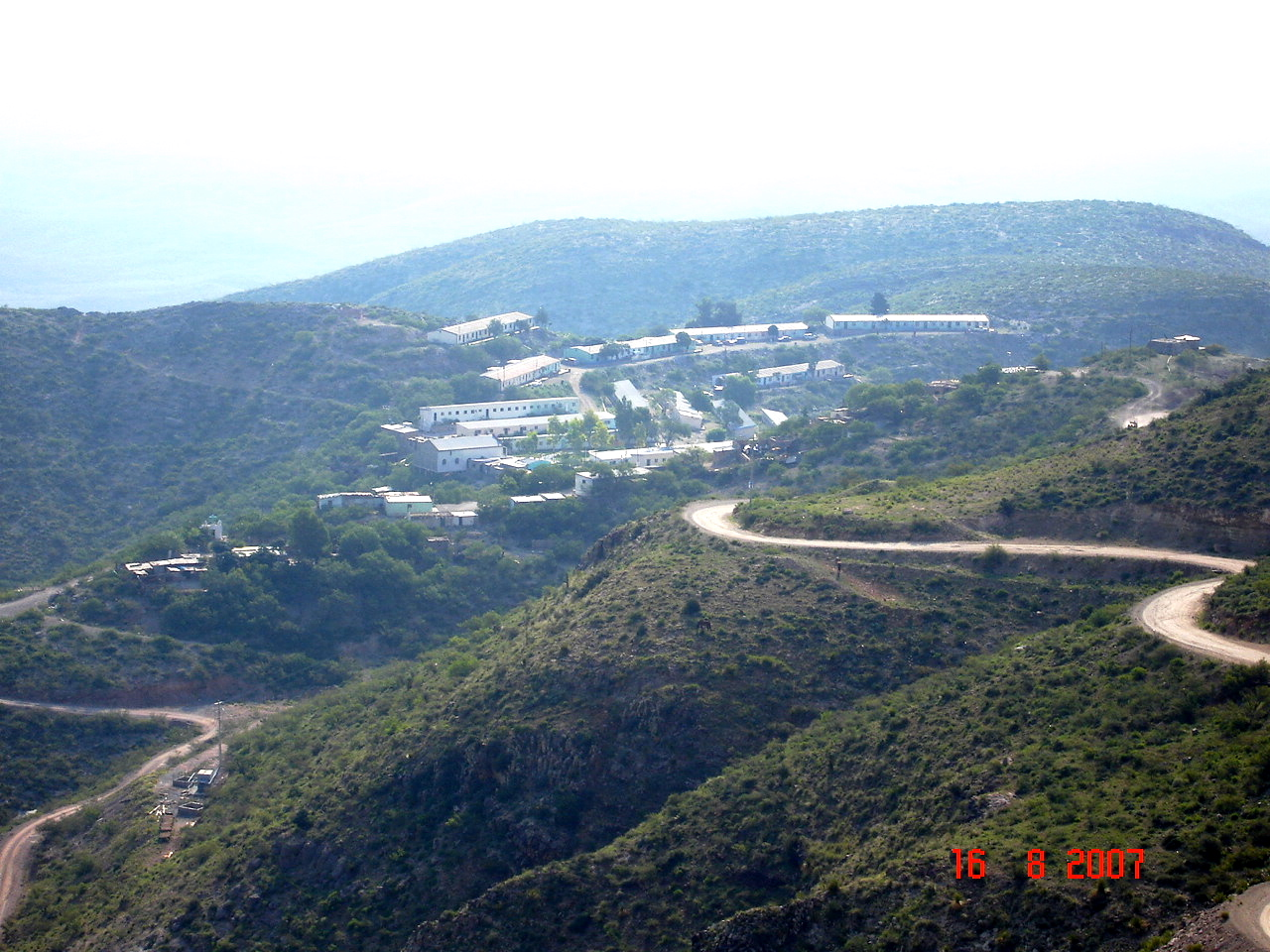
Вид на Сан-Антонио-эль-Гранде